# 간무리반구미
간무리반구미(일본어: 冠番組)란, 사회자나 출연자의 이름, 제공 스폰서, 제공 스폰서의 상품이나 서비스 등을 프로그램명의 일부로 한 TV·라디오 프로그램을 뜻하는 일본의 방송 용어다. 한국어로 이름을 건 방송이라는 표현과 비슷하다.

## 개요
일반적으로는 "○○○(인물명)의 ×××(프로그램명)"의 형태이다. 코미디언등의 연예인은 간무리반구미를 가지면 한 사람 몫을 한다고 말해지며, 골든 타임에 간무리반구미를 갖는 것은 상당한 영예라고 할 수 있다. 거물급의 연예인의 경우에는, 자신의 간무리반구미 기획 등을 직접 맡는 경우도 있다.
대한민국에 잘 알려진 일본의 간무리반구미로는 SMAP의 《SMAPXSMAP》, 구로야나기 데쓰코의 《데쓰코의 방》, 모닝구무스메.의 《하로모니@》등이 있고, 대한민국 방송으로는 《윤도현의 러브레터》(KBS), 《유재석 김원희의 놀러와》(MBC), 《김용만 신동엽의 즐겨찾기》(SBS)와 같은 예가 있으며, 특히 라디오 프로그램에서 많은 예를 찾을 수 있다.